# Sandwich de Denver

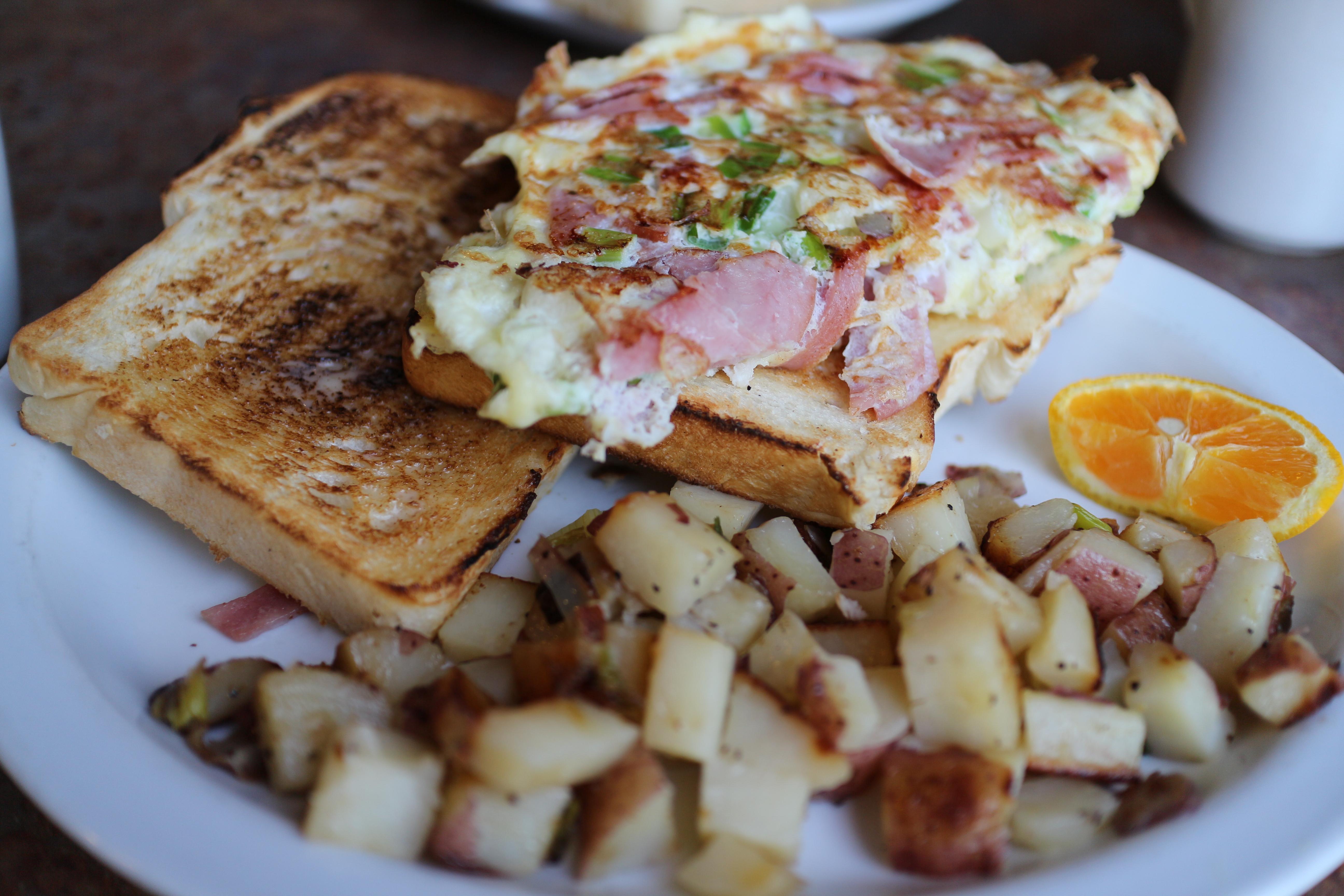
Sandwich de Denver avec pommes de terre.

Le  sandwich de Denver est également connu en tant que Western sandwich.

## Composition
Il se compose d'une  omelette de Denver (faite à base de jambon, oignons, poivron vert et œufs brouillés), placée entre deux tranches de pain. Le pain est généralement grillé et le sandwich peut ou pas contenir de la laitue ou d'autres ingrédients, selon les goûts.

## Historique
Le sandwich a été revendiqué par beaucoup de personnes différentes, y compris le restaurateur de Denver, Albert A. McVittie en 1907, M. D. Looney, de Denver, la même année et l'hôtel Taber de Denver, mais les journaux en font mention bien avant ces revendications.
Dès 1908, on l'a connu en tant que Western sandwich, cité dans un journal de San Antonio. Un Manhattan sandwich (cité en 1909) lui ressemble du fait qu'il contient un œuf au plat, du jambon haché et de l'oignon.